# تشارلز آرثر إيفرت
تشارلز آرثر إيفرت هو سياسي كندي، ولد في 24 مارس 1828 في نيو برونزويك في كندا، وتوفي في 16 مايو 1909. انتخب عضو مجلس العموم الكندي.